# ارتش دوم (بریتانیا)
ارتش دوم بریتانیا (انگلیسی: Second Army) ارتش میدانی نیروی زمینی بریتانیا بود، که در سال ۱۹۱۴ تأسیس شد و در سال ۱۹۴۵ منحل گردید.
ارتش دوم بریتانیا، یک ارتش میدانی فعال در طول جنگ جهانی اول و جنگ جهانی دوم بود. در طول جنگ جهانی اول، این ارتش در بیشتر دوران جنگ در جبهه غرب و بعداً در ایتالیا فعال بود. در طول جنگ جهانی دوم، این ارتش نقش اصلی بریتانیا در پیاده شدن در نرماندی در ۶ ژوئن ۱۹۴۴ و پیشروی در سراسر اروپا را بر عهده داشت.